# Agrilus armstrongi
Agrilus armstrongi es una especie de insecto del género Agrilus, familia Buprestidae, orden Coleoptera.
Fue descrita científicamente por Obenberger, 1959.